# Donald E. Westlake
Donald E. Westlake (Brooklyn, 1933. július 12. – Mexikó, 2008. december 31.) amerikai író, a kortárs amerikai krimiirodalom egyik legproduktívabb szerzője.

## Írói pályája
A Harpur College-ba járt, amit követően két évet töltött el az Egyesült Államok légierejénél. Leszerelése után az írásból élt. 2008. december 31-én halt meg Mexikóban. Haláláig New York állam eldugott részén élt feleségével, Abby Adamsszel. A házaspár kertje annyira híres, hogy nyaranta rendszeresen megnyitották a látogatók előtt.

### Álnevei
Westlake gyakran publikált álnéven, ezek hosszú sorából kettő lett különösen híres. Sheldon Lord néven 1960-ban jelent meg a Kept című regénye, amelyet Lawrence Blockkal közösen írt. (A két szerző egyébként is kitűnő barátságban volt egymással.) A másik fontos álneve Richard Stark. A Dortmunder-sorozattal ellentétben a Parker főszereplésével megírt regények a legkeményebb bűnügyi irodalmat képviselik. Parker kíméletlen, kegyetlen, csak a pénz érdekli, így a széria legtöbb darabja Parker bosszújáról szól – szikár, minimalista stílusban. Az első rész Visszajátszás címmel 1962-ben jelent meg, ezt követően jött A gyászoló és A szindikátus.

### Dortmunder-sorozat
Westlake-nek a hírnevet alapvetően komikus regényei hozták meg. A Dortmunder-sorozat egy nem túl sikeres betörőcsapatról szól, aminek tagjai nagyon szeretnének kitűnni választott szakmájukban, de ez nem nagyon jön össze nekik. Az első regényt – az 1970-ben megjelent Lábuk alatt címűt – azóta még tizenhárom követte.

### Díjak
Munkáiért számtalan díjat kapott, köztük három Edgart, valamint a Mystery Writers of America odaítélte neki a Mystery Grand Master-címet is, így a Sheldon Lord néven ismert szerzőpáros mindkét tagja részesült ebben az elismerésben.

### Filmadaptációk
Westlake munkája többször volt látható filmvásznon is. A Visszajátszást kétszer filmesítették meg (1967-ben és 1999-ben), John Dortmundert pedig többek közt olyan színészek alakították, mint Robert Redford és George C. Scott. Westlake-et 1991-ben Oscar-díjra jelölték a Jim Thompson-regényéből készült Svindlerek forgatókönyvéért.

## Magyarul megjelent regényei
Donald E. Westlake
- A nagy zöld balhé (1970); ford. Török Krisztina; Agave Könyvek, Bp., 2009, ISBN 978-963-9868-35-9

Richard Stark
- Visszavágó; ford. Upor László; InterCom, Bp., 1999
- Parker és a szindikátus / Parker és a szajré; ford. Varga Bálint; Agave Könyvek, Bp., 2009 (Parker sorozat) ISBN 978-963-9868-53-3
- Parker. Mindent vagy mindent; ford. Illés Róbert; Sorozat Könyvek, Bp., 2013 ISBN 978-963-8961-35-8
- Parker. Nem futhatsz örökké; ford. Illés Róbert; Sorozat Könyvek, Bp., 2013 ISBN 978-963-8961-37-2
- Parker. Veszélyes szövetség; ford. Krommer Balázs; Sorozat Könyvek, Bp., 2013 ISBN 978-963-8961-36-5
- Kérdezd a papagájt; ford. Illés Róbert; Jaffa, Bp., 2014